# Overloon War Cemetery

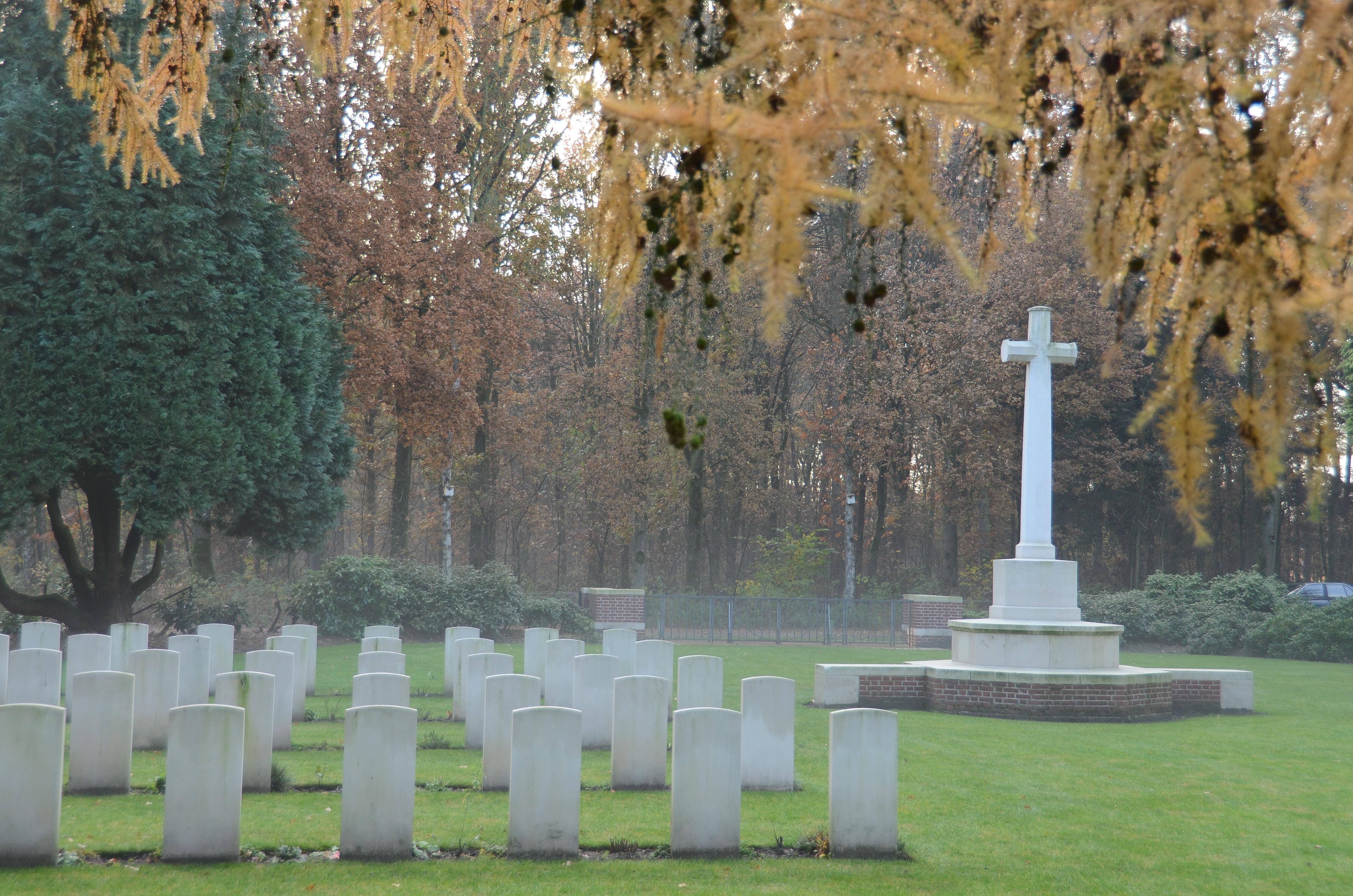
Overloon War Cemetery

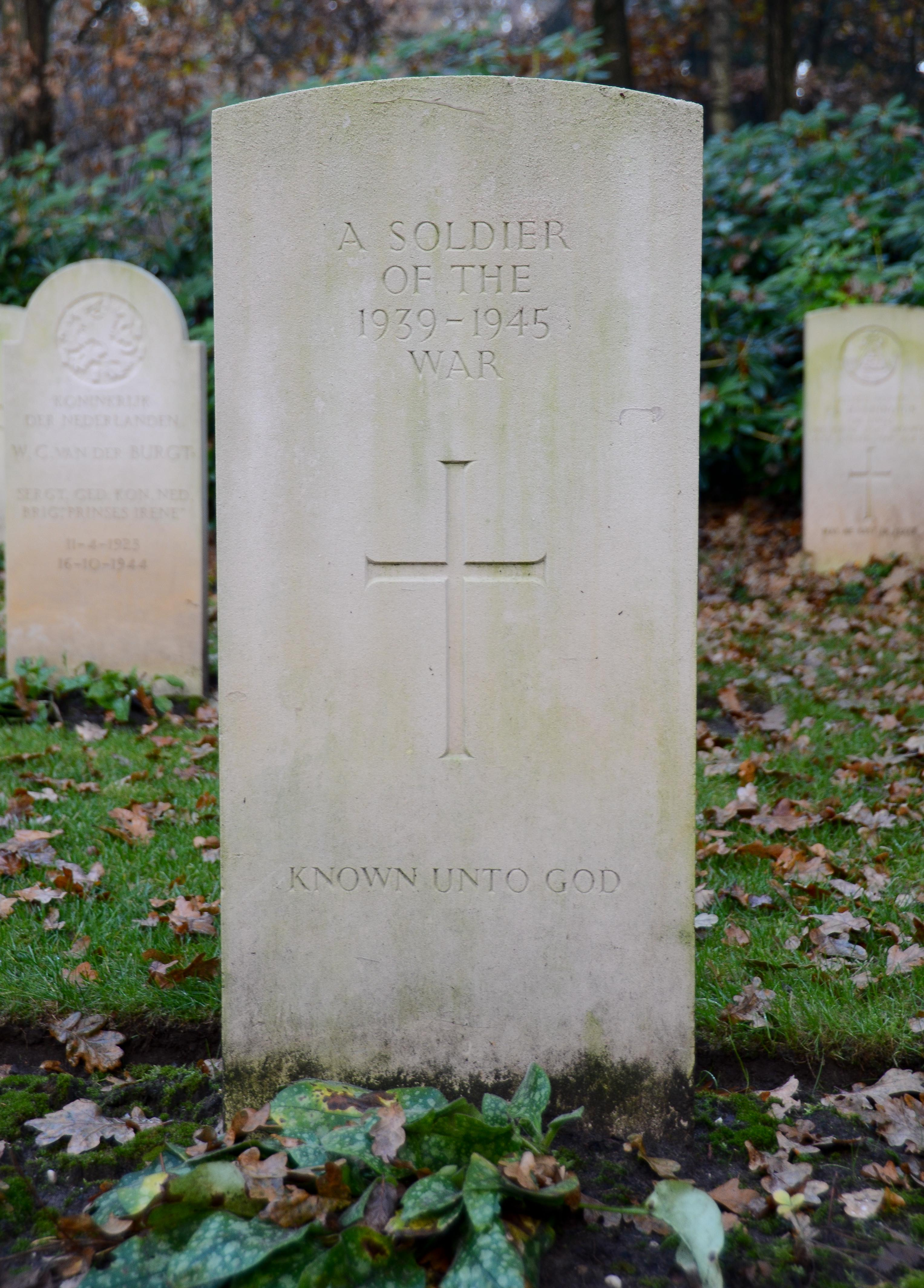
Graf van een onbekende soldaat

Overloon War Cemetery is een Brits ereveld aan de Vierlingsbeekseweg in de Nederlandse plaats Overloon. De begraafplaats werd ontworpen door Philip Hepworth. De graven zijn verdeeld over 4 vakken (genummerd 1 t/m 4) met in elk vak 5 rijen (A t/m E) van elk 14 graven.
Er liggen 280 doden: 265 soldaten en 14 vliegers van het Britse Gemenebest en één Nederlander. De meeste doden op dit ereveld zijn gesneuveld tijdens de hevige gevechten van het Britse Tweede Leger in de periode oktober-november 1944; de regio ten zuiden en westen van de Maas werd toen bevrijd van de Duitsers. De Slag om Overloon, een tien dagen durende tankslag, vond toen plaats. Meer informatie daarover is te vinden in het nabijgelegen Oorlogsmuseum Overloon.
Op de begraafplaats staat, zoals gebruikelijk op erevelden van het Gemenebest, een herdenkingskruis (Cross of Sacrifice) naar ontwerp van Sir Reginald Blomfield. Het is uitgevoerd in natuursteen, en er is een bronzen zwaard op aangebracht.
De Commonwealth War Graves Commission is verantwoordelijk voor de begraafplaats. Er is een register en een gastenboek aanwezig.  
Tijdens speciale herdenkingen zoals 4 en 5 mei, 14 oktober en op kerstavond worden de foto's van de militairen bij de graven gezet.